# HTC One M8
De HTC One M8 (ook wel bekend als de nieuwe HTC One) is een Android- en Windows Phone-smartphone. Het is aangekondigd op 25 april 2014 op een persconferentie in Amsterdam . De HTC One M8 kwam begin mei beschikbaar op de Nederlandse markt. Op 19 augustus 2014 kondigde HTC de One M8 aan met Windows Phone.

## Design
Het uiterlijk van de One M8 gelijkt zeer sterk op de voorganger met de volledige aluminium behuizing. De M8 heeft dezelfde dikte maar is zwaarder dan de HTC One.
De One M8 is verkrijgbaar in grijs, zilver en champagne-goud.
De plaatsing van de knoppen is ook aangepast, de aan/uit-knop zit nu aan de andere bovenzijde van het toestel.

## Updates
HTC heeft de HTC One M8 van diverse updates voorzien. Android 6.0 Marshmellow is de meest recente update voor de HTC One M8, deze update kwam in januari 2016 beschikbaar.